# Ponte di Höga Kusten
Il ponte di Höga Kusten è un ponte sospeso sul fiume Ångermanälven, tra i comuni di Härnösand e Kramfors, in Svezia. È stato costruito tra il 1993 e il 1997, ed inaugurato il 1º dicembre 1997 dal re Carlo XVI Gustavo di Svezia.
Con i suoi 1,867 km di lunghezza e una luce massima di 1,210 km, è il terzo ponte sospeso più lungo della Scandinavia, dopo lo Storebæltsbroen in Danimarca e il ponte di Hardanger in Norvegia.